# Necolio aethiops
Necolio aethiops är en stekelart som beskrevs av Townes, Momoi och Henry Keith Townes, Jr. 1965. Necolio aethiops ingår i släktet Necolio och familjen brokparasitsteklar. Inga underarter finns listade i Catalogue of Life.